# Акреционен диск
Акреционният диск (от латински: accrētiō – „уваличаване“) е структура (обикновено околозвезден диск), образувана от разпръсната материя в орбитално движение около масивно централно тяло. Обикновено централното тяло е звезда. Триенето кара орбитиращия материал в диска да се движи спираловидно навътре към централното тяло. Гравитационните сили и силите на триене компресират и повишават температурата на материала, предизвиквайки електромагнитно излъчване. Честотният диапазон на това излъчване зависи от масата на централното тяло. Акреционните дискове на млади звезди и протозвезди излъчват в инфрачервения диапазон на електромагнитния спектър. Тези около неутронни звезди и черни дупки излъчват в рентгеновия диапазон. Науката, изучаваща режимите на трептене на акреционните дискове, се нарича дискосеизмология.

## Образуване
Газът, преминаващ от единия компонент на системата към другия, има значителен момент на силата, обусловен от орбиталното движение. Затова частиците на газа на могат да попаднат върху звездата радиално. Вместо това, те се движат в кръг около нея по орбита. Вследствие на това, се образува газов диск, в който разпределението на скоростите трябва да съответства със законите на Кеплер: слоевете, разположени по-близо до звездата, имат по-голяма скорост. Въпреки това, поради триенето между слоевете газ, техните скорости се изравняват и вътрешните слоеве предават част от своя момент на импулса към външните слоеве. Впоследствие, вътрешните слоеве се приближават към звездата и накрая падат върху нейната повърхност. Всъщност, траекториите на отделните частици на газа са спиралообразни, като леко се изкривяват.
Разместването на материала в акреционния диск е съпроводено с освобождаването на гравитационна енергия, част от която се превръща в кинетична енергия, а останалата част се превръща в топлина и загрява материала на диска. Поради тази причина, акреционният диск излъчва в инфрачервения диапазон на електромагнитния спектър. Кинетичната енергия на газа при сблъсъка с повърхността на звездата също се трансформира в топлинна енергия и се излъчва.

## Проявяване
Акреционните дискове са повсеместен феномен в астрофизиката. Активните галактически ядра, протопланетните дискове и гама взривовете включват акреционни дискове. Тези дискове много често създават релативистична струя, идваща от централния обект. Струите са ефективен начин за системите със звезден диск да се освобождават от момента на импулса, без да губят твърде много маса.
Най-грандиозните акреционни дискове в природата се намират в активни галактически ядра и квазари, за които се вярва, че са масивни черни дупки в центъра на галактики. Докато материята навлиза в акреционния диск, тя следва спиралообразна траектория. Акреционният диск на черна дупка е достатъчно горещ, за да излъчва рентгенови лъчи. Високата светимост на квазарите се счита, че е резултат от газ, който акрецира около свръхмасивни черни дупки. Елиптичните акреционни дискове, образувани при приливното разрушение на звезди, могат да са типични за галактическите ядра и квазарите. Акреционният процес може да преобразува от около 10% до над 40% от масата на даден обект в енергия, в сравнение с около 0,7% при термоядрения синтез.
В тесните двойни системи по-масивният главен компонент еволюира по-бързо и става бяло джудже, неутронна звезда или черна дупка, когато по-малко масивният компаньон достига гигантска фаза и надминава повърхността си на Рош. След това се образува газов поток от звездата-компаньон към главната. Запазването на момента на импулс предотвратява прекия поток от едната звезда към другата и вместо това се образува акреционен диск.